# (33835) 2000 EQ200
2000 EQ200 (asteroide 33835) é um asteroide da cintura principal. Possui uma excentricidade de 0.09853000 e uma inclinação de 3.16117º.
Este asteroide foi descoberto no dia 1 de março de 2000 por CSS em Catalina.